# Juan Manuel Menéndez Gómez
Juan Manuel Menéndez Gómez (Santander, 27 de maig de 1932 - Zarautz, 27 de setembre de 1969) va ser un ciclista espanyol, que fou professional entre 1957 i 1964.

## Palmarès
- 1957
  - 1r a Lezama
- 1961
  -  Campió d'Espanya de Muntanya

### Resultats a la Volta a Espanya
- 1960. Abandona
- 1962. Abandona